# Semiothisa oxa
Semiothisa oxa är en fjärilsart som beskrevs av West 1829. Semiothisa oxa ingår i släktet Semiothisa och familjen mätare. Inga underarter finns listade i Catalogue of Life.